# Alluaudomyia monosticta
Alluaudomyia monosticta är en tvåvingeart som först beskrevs av Ingram och John William Scott Macfie 1923.  Alluaudomyia monosticta ingår i släktet Alluaudomyia och familjen svidknott. Inga underarter finns listade i Catalogue of Life.